# Illinois Institute of Technology

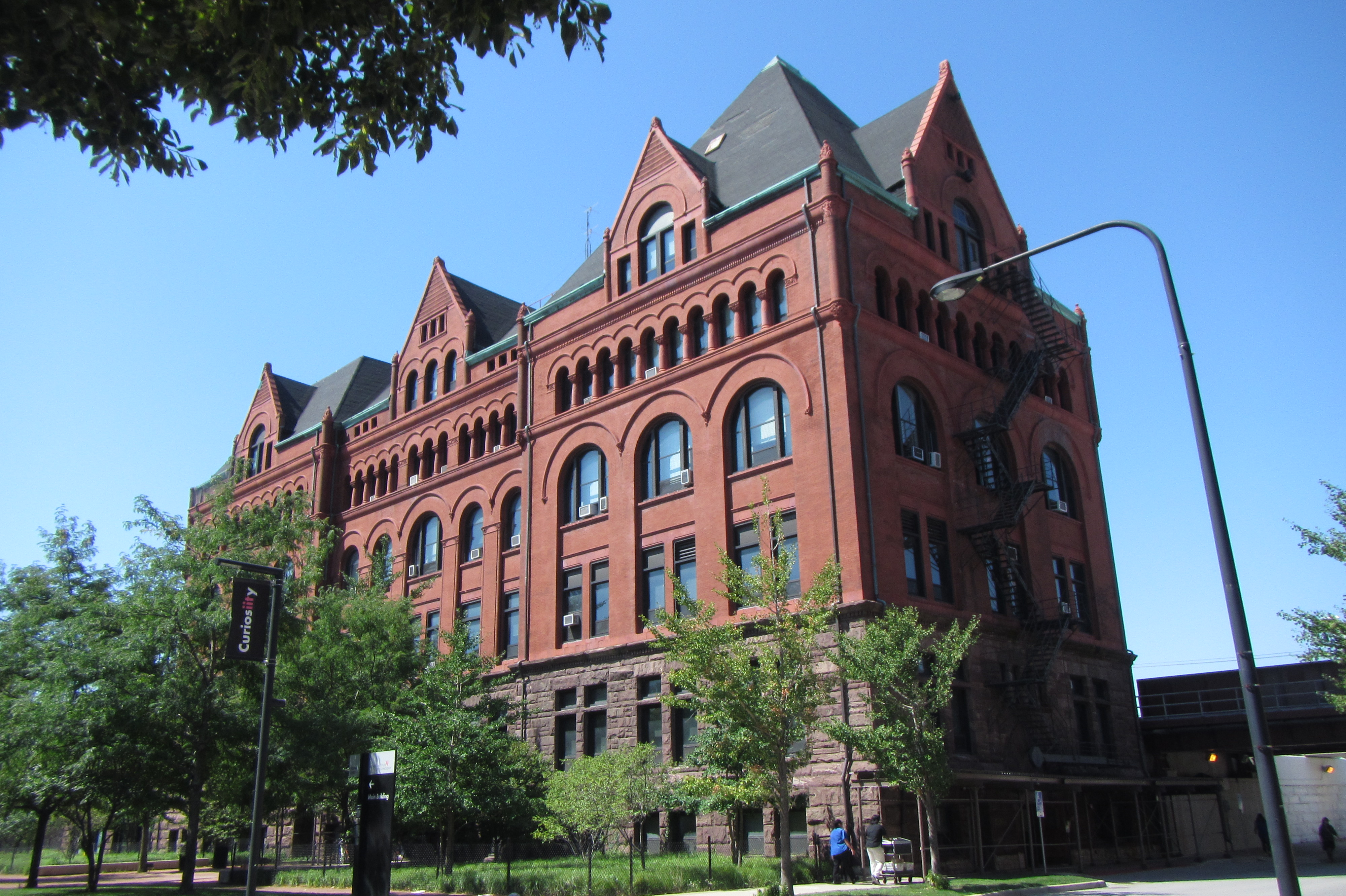
Das Hauptgebäude, das älteste Gebäude des IIT

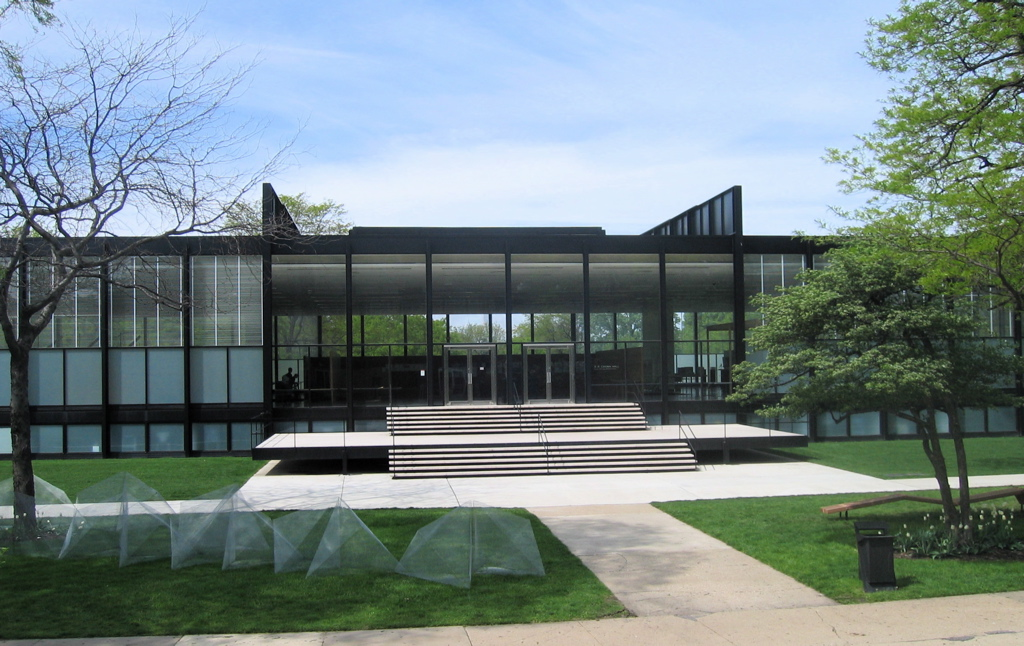
Eingangsbereich der Crown Hall, entworfen von Mies van der Rohe, fertiggestellt 1956

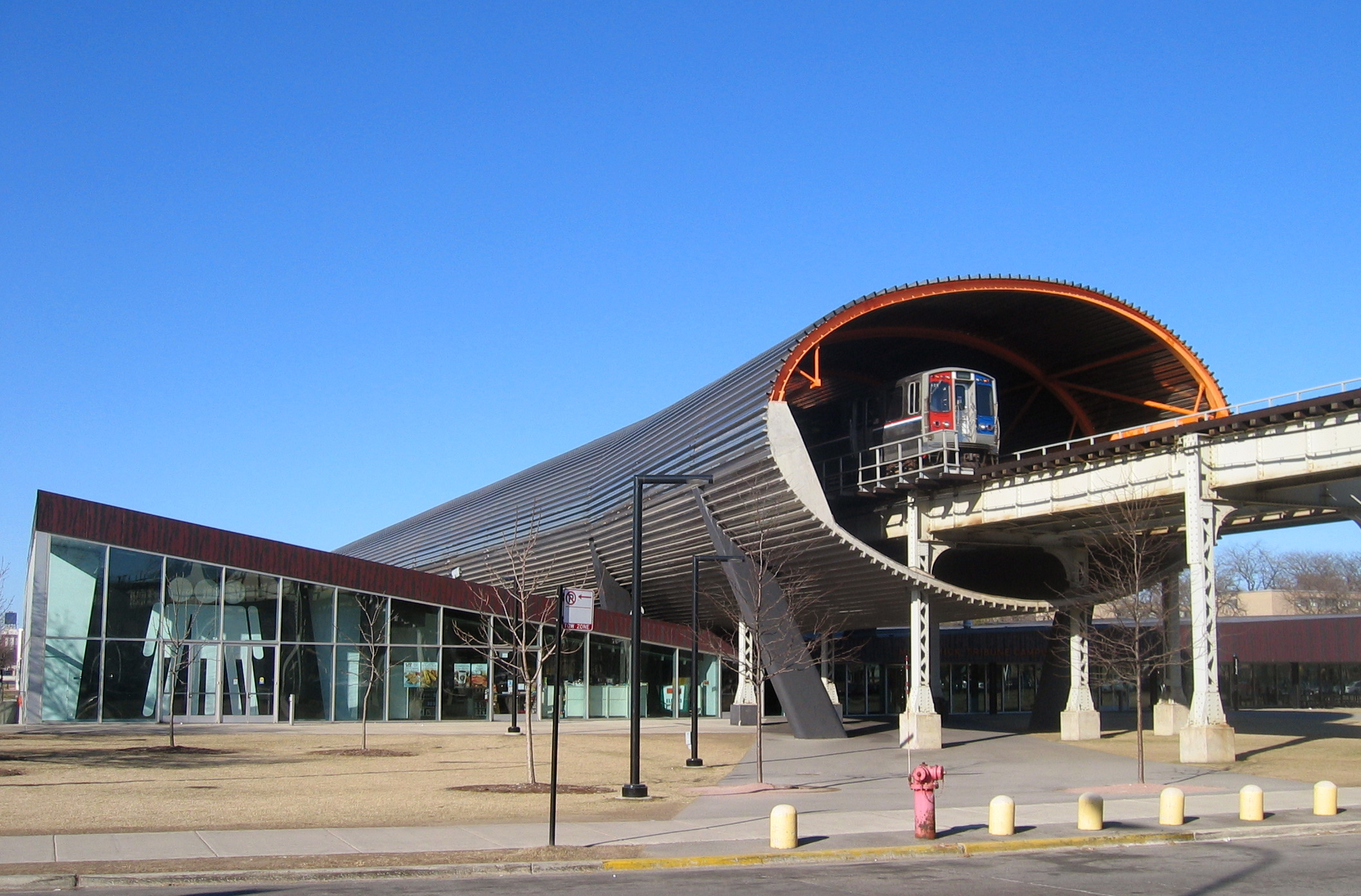
Das McCormick Tribune Campus Center

Das Illinois Institute of Technology (IIT) ist eine Technische Universität in Chicago, die 1940 gegründet wurde. Sie bildet durchschnittlich 6500 Studenten in den Fächern Mathematik, Ingenieurwesen, Architektur, Psychologie, Kommunikationswissenschaften, Wirtschaft und Recht aus.

## Geschichte

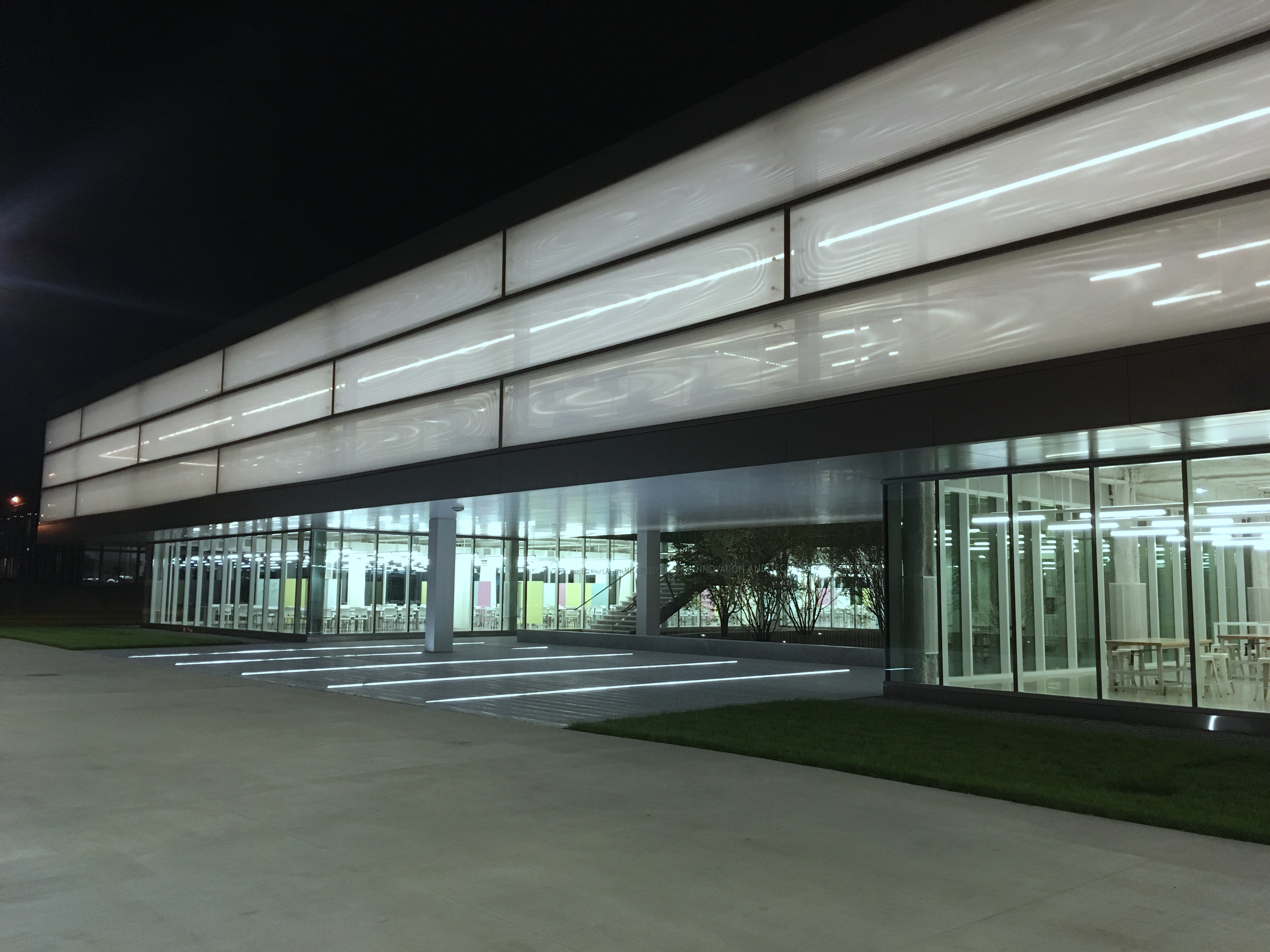
Haupteingang des Kaplan Institute (2018)

Das Illinois Institute of Technology entstand 1940 unter diesem Namen aus der Vereinigung des Armour Institute of Technology, gegründet 1893, und dem Lewis Institute, gegründet 1895. Das Gelände des IIT im Süden von Chicago im US-Bundesstaat Illinois war der erste derartige Campus in den USA gewesen und wurde 1938 von Ludwig Mies van der Rohe entworfen und realisiert. Mies griff bei dabei auf Planungen für die Vereinigte Seidenweberei AG in Krefeld zurück. Bis heute gilt der architektonische Entwurf als beispielhaft. Anfang des 21. Jahrhunderts wurde der Campus um das McCormick Tribune Campus Center (MTCC) von Rem Koolhaas erweitert. Der Metallurge Alan W. Cramb war 2015 bis 2021 Präsident der Universität; unter seiner Leitung wurde das Ed Kaplan Family Institute for Innovation and Tech Entrepreneurship eröffnet, das ein neuegebautes Universitätsgebäude bezog.

### Institute of Design

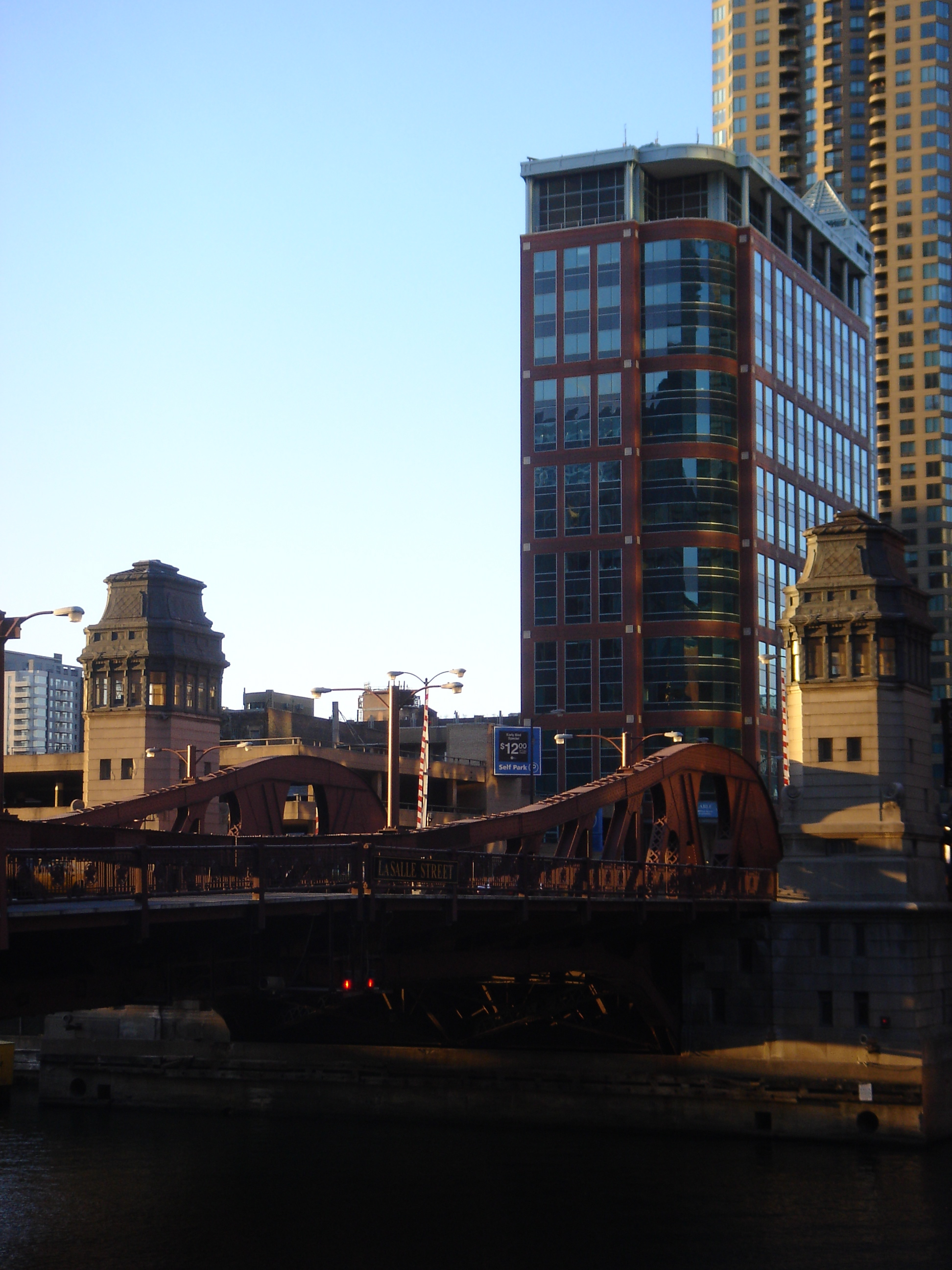
North LaSalle in Chicago, Heimat des Institute of Design.

Das IIT Institute of Design wurde 1937 von László Moholy-Nagy als New Bauhaus gegründet. Der erste Standort war die Stadtvilla, die Richard Morris Hunt für den Kaufhausmogul Marshall Field an der Prairie Avenue errichtet hatte. Wegen finanzieller Schwierigkeiten musste die Schule 1938 vorübergehend schließen und wurde 1939 unter neuem Namen als Chicago School of Design wieder eröffnet. 1944 wurde sie umbenannt in Institute of Design und wurde als solches 1949 Teil des neu gegründeten Hochschulverbundes IIT. Das Chicago Institute of Design war die erste Hochschule in den USA, die ein Promotionsprogramm (PhD) im Bereich Design anbot.

## Zahlen zu den Studierenden und den Dozenten
Im Herbst 2021 waren 6.486 Studierende an der Illinois Tech eingeschrieben. Davon strebten 2.998 (46,2 %) ihren ersten Studienabschluss an, sie waren also undergraduates. Von diesen waren 32 % weiblich und 68 % männlich; 17 % bezeichneten sich als asiatisch, 4 % als schwarz/afroamerikanisch, 19 % als Hispanic/Latino, 38 % als weiß und weitere 16 % kamen aus dem Ausland. 3.488 (53,8 %) arbeiteten auf einen weiteren Abschluss hin, sie waren graduates. Es lehrten 389 Dozenten an der Universität, alle in Vollzeit. 2019 waren es 6566 Studierende gewesen.

## Persönlichkeiten

### Dozenten
- Harry Callahan (1912–1999), Fotograf
- Samuel Ichiye Hayakawa (1906–1992), Psychologe, Semantiker und Politiker
- Leon Max Lederman (1922–2018), Nobelpreis für Physik 1988
- Walter McCrone (1916–2002), Chemiker
- Karl Menger (1902–1985), Mathematiker
- László Moholy-Nagy (1895–1946), Maler, Designer und Fotograf
- Herbert A. Simon (1916–2001), Wirtschaftsnobelpreis 1978
- Ludwig Mies van der Rohe (1886–1969), Architekt

siehe auch Kategorie:Hochschullehrer (Illinois Institute of Technology)

### Absolventen
- Valdas Adamkus (* 1926), 1960, ehemaliger Präsident Litauens
- Marvin Camras (1916–1995), 1940, Erfinder der Magnetaufzeichnung
- Sidney Coleman (1937–2007), 1957, theoretischer Physiker
- Martin Cooper (* 1928), 1950, Elektroingenieur[8]
- James Ingo Freed (1930–2005), 1953, Architekt
- Hans Hollein (1934–2014), 1959, Architekt
- Helmut Jahn (1940–2021), Architekt
- Arthur Paul (1925–2018), 1950, Grafikdesigner
- Grote Reber (1911–2002), Radioastronom
- Vincent Sarich (1934–2012), Ethnologe
- Susan Solomon (* 1956), 1977, Atmosphärenchemikerin
- Jack Steinberger (1921–2020), Nobelpreis für Physik 1988
- Virgil Abloh (1980–2021), 2006, Modedesigner